# Kirghizistan ai Giochi della XXIX Olimpiade
Il Kirghizistan ha partecipato alle Giochi della XXIX Olimpiade di Pechino, svoltisi dall'8 al 24 agosto 2008, con una delegazione di 20 atleti.

## Medaglie
| Medaglia | Atleta            | Sport | Evento                            |
| -------- | ----------------- | ----- | --------------------------------- |
| Argento  | Kanatbek Begaliev | Lotta | Lotta greco-romana 66 kg maschile |
| Bronzo   | Ruslan Tümönbaev  | Lotta | Lotta greco-romana 60 kg maschile |

## Atletica leggera
| Gara           | Atleta            | Batterie | Batterie | Semifinali | Semifinali | Finale | Finale |
| Gara           | Atleta            | Tempo    | Pos.     | Tempo      | Pos.       | Tempo  | Pos.   |
| -------------- | ----------------- | -------- | -------- | ---------- | ---------- | ------ | ------ |
| 800 m          | Sergey Pakura     | 1'50"54  | 7        |            |            |        |        |
| 400 m ostacoli | Aleksey Pogorelov | 51"47    | 6        |            |            |        |        |

| Gara           | Atleta         | Batterie | Batterie | Semifinali | Semifinali | Finale    | Finale |
| Gara           | Atleta         | Tempo    | Pos.     | Tempo      | Pos.       | Tempo     | Pos.   |
| -------------- | -------------- | -------- | -------- | ---------- | ---------- | --------- | ------ |
| 400 m ostacoli | Galina Pedan   | 1'00"31  | 7        |            |            |           |        |
| Maratona       | Yulia Arhipova |          |          |            |            | 2h 44'41" | 58     |

| Gara          | Atleta           | Qualificazioni | Qualificazioni | Finale | Finale |
| Gara          | Atleta           | Misura         | Pos.           | Misura | Pos.   |
| ------------- | ---------------- | -------------- | -------------- | ------ | ------ |
| Salto in alto | Tatiana Efimenko | nessuna misura | -              |        |        |

## Judo
| Gara             | Atleta             | Preliminari                 | Tabellone principale      | Tabellone principale | Tabellone principale | Tabellone principale | Tabellone principale | Ripescaggi                                   | Ripescaggi | Ripescaggi | Ripescaggi |
| Gara             | Atleta             | Preliminari                 | Sedicesimi                | Ottavi               | Quarti               | Semifinali           | Finale               | 1º turno                                     | Quarti     | Semifinali | Finale     |
| ---------------- | ------------------ | --------------------------- | ------------------------- | -------------------- | -------------------- | -------------------- | -------------------- | -------------------------------------------- | ---------- | ---------- | ---------- |
| +100 kg maschile | Talant Dzhanagulov | bye                         | Pan Song (Cina) 0001-1001 |                      |                      |                      |                      |                                              |            |            |            |
| 78 kg            | Elena Proskurakova | Yang Xiuli (Cina) 0000-1000 |                           |                      |                      |                      |                      | Pürevjargalyn Lkhamdegd (Mongolia) 0000-0230 |            |            |            |

## Lotta
| Gara  | Atleta            | Tabellone principale                        | Tabellone principale                    | Tabellone principale                | Tabellone principale | Tabellone principale | Ripescaggi                         | Ripescaggi                         | Ripescaggi |
| Gara  | Atleta            | Sedicesimi                                  | Ottavi                                  | Quarti                              | Semifinali           | Finale               | Quarti                             | Semifinali                         | Finale     |
| ----- | ----------------- | ------------------------------------------- | --------------------------------------- | ----------------------------------- | -------------------- | -------------------- | ---------------------------------- | ---------------------------------- | ---------- |
| 60 kg | Bazar Bazarguruev | bye                                         | Sahit Prizreni (Albania) 1-0, 2-1       | Vasyl Fedoryshyn (Ucraina) 0-2, 0-1 |                      |                      | Mike Zadick (Stati Uniti) 1-0, 3-0 | Kenichi Yumoto (Giappone) 0-1, 0-2 |            |
| 74 kg | Arsen Gitinov     | Krystian Brzozowski (Polonia) 1-1, 3-1, 1-0 | Ibrahim Aldatov (Ucraina) 0-3, 2-1, 2-1 | Kiril Terziev (Bulgaria) 6-6, F     |                      |                      |                                    |                                    |            |
| 96 kg | Alexey Krupnyakov | bye                                         | Georgi Gogshelidze (Georgia) 0-1, 0-1   |                                     |                      |                      |                                    |                                    |            |

| Gara  | Atleta            | Tabellone principale                   | Tabellone principale                      | Tabellone principale                 | Tabellone principale             | Ripescaggi | Ripescaggi | Ripescaggi                     |
| Gara  | Atleta            | Ottavi                                 | Quarti                                    | Semifinali                           | Finale                           | Quarti     | Semifinali | Finale                         |
| ----- | ----------------- | -------------------------------------- | ----------------------------------------- | ------------------------------------ | -------------------------------- | ---------- | ---------- | ------------------------------ |
| 60 kg | Ruslan Tümönbaev  | Jarkko Ala-Huikku (Finlandia) 3-1, 4-0 | Dilshod Aripov (Uzbekistan) 2-0, 0-3, 2-1 | Islam-Beka Albiev (Russia) 0-6, 0-44 |                                  |            |            | Roberto Monzón (Cuba) 8-0, 1-0 |
| 66 kg | Kanatbek Begaliev | Jake Deitchler (Stati Uniti) 6-3, 3-0  | Armen Vardanyan (Ucraina) 3-0, 0-2, 2-1   | Nikolay Gergov (Bulgaria) 1-1, 1-1   | Steeve Guénot (Francia) 0-3, 0-1 |            |            |                                |

## Nuoto
| Gara              | Atleta          | Batterie | Batterie | Semifinali | Semifinali | Finale | Finale |
| Gara              | Atleta          | Tempo    | Pos.     | Tempo      | Pos.       | Tempo  | Pos.   |
| ----------------- | --------------- | -------- | -------- | ---------- | ---------- | ------ | ------ |
| 50 m stile libero | Vitaly Vasilyev | 24"02    | 55       |            |            |        |        |
| 200 m misti       | Iurii Zakharov  | 2'07"01  | 45       |            |            |        |        |
| 400 m misti       | Vasilii Danilov |          |          | 4'29"20    | 27         |        |        |

## Pugilato
| Gara         | Atleta             | Sedicesimi                  | Ottavi                        | Quarti | Semifinali | Finale |
| ------------ | ------------------ | --------------------------- | ----------------------------- | ------ | ---------- | ------ |
| Pesi leggeri | Asylbek Talasbayev | Éverton Lopes (Brasile) 9-7 | Darleys Perez (Colombia) 4-15 |        |            |        |

## Scherma
| Gara              | Atleta              | Turno 1                         | Sedicesimi | Ottavi | Quarti | Semifinali | Finale |
| ----------------- | ------------------- | ------------------------------- | ---------- | ------ | ------ | ---------- | ------ |
| Spada individuale | Sergei Katchiourine | Fabrice Jeannet (Francia) 14-15 |            |        |        |            |        |

## Sollevamento pesi
| Gara  | Atleta            | Strappo | Strappo | Slancio | Slancio | Totale | Posizione |
| Gara  | Atleta            | Ris.    | Pos.    | Ris.    | Pos.    | Totale | Posizione |
| ----- | ----------------- | ------- | ------- | ------- | ------- | ------ | --------- |
| 85 kg | Ulanbek Moldodsov | 152     | 12      | 194     | 11      | 346    | 11        |

## Taekwondo
| Gara  | Atleta         | Tabellone principale       | Tabellone principale | Tabellone principale | Tabellone principale | Ripescaggi | Ripescaggi |
| Gara  | Atleta         | Ottavi                     | Quarti               | Semifinali           | Finale               | Semifinali | Finale     |
| ----- | -------------- | -------------------------- | -------------------- | -------------------- | -------------------- | ---------- | ---------- |
| 68 kg | Rasul Abduraim | Daniel Manz (Germania) 0-1 |                      |                      |                      |            |            |

## Tiro
| Gara                         | Atleta          | Qualificazioni | Qualificazioni | Finale    | Finale       | Finale |
| Gara                         | Atleta          | Punteggio      | Pos.           | Punteggio | Punt. totale | Pos.   |
| ---------------------------- | --------------- | -------------- | -------------- | --------- | ------------ | ------ |
| Carabina 10 m aria compressa | Ruslan Ismailov | 587            | 39             |           |              |        |
| Carabina 50 m a terra        | Ruslan Ismailov | 578            | 54             |           |              |        |
| Carabina 50 m tre posizioni  | Ruslan Ismailov | 1130           | 48             |           |              |        |